# Jiříkov (ort i Tjeckien, Mähren-Schlesien)
Jiříkov är en ort i Tjeckien.   Den ligger i distriktet Okres Bruntál och regionen Mähren-Schlesien, i den östra delen av landet, 210 km öster om huvudstaden Prag. Jiříkov ligger 610 meter över havet och antalet invånare är 291.
Terrängen runt Jiříkov är platt åt nordost, men åt sydväst är den kuperad. Runt Jiříkov är det ganska glesbefolkat, med 25 invånare per kvadratkilometer. Närmaste större samhälle är Šternberk, 13,8 km söder om Jiříkov. Omgivningarna runt Jiříkov är en mosaik av jordbruksmark och naturlig växtlighet.